# 邢延华

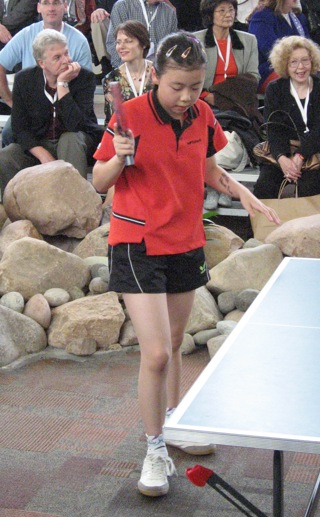
2007年时在伯克希尔·哈撒韦公司年度股东大会上打球的邢延华

邢延华（英語：Ariel Hsing，1995年11月29日—），美国华裔乒乓球运动员。
邢延华出生于美国加利福尼亚州费利蒙，父亲是一位来自台湾的计算机工程师，母亲则来自河南。她从幼年时便开始练习乒乓球，2005年入选美国国家队。2010年，15岁的她成为了最年轻的全美女单冠军。2011年，她获得了泛美运动会女单、女团两枚铜牌。2012年伦敦奥运会上，她以4:2击败了卢森堡老将倪夏莲进入了女单第三轮，不过以2:4不敌中国选手李晓霞被淘汰出局。
邢延华9岁时曾受邀在沃伦·巴菲特75岁生日会上与巴菲特和比尔·盖茨打球，并自此结下了与他们两人的友谊。此后她曾多次受邀参加巴菲特的伯克希尔·哈撒韦公司年度股东大会，和股东们一同打球。当她于2012年首次参加奥运会比赛时，比尔·盖茨还到现场为她助阵。